# León Zuckert
León Zuckert (* 4. Mai 1904 in Poltawa, Russisches Kaiserreich; † 29. Mai 1992 in Toronto) war ein kanadischer Geiger, Bratschist, Dirigent und Komponist ukrainischer Herkunft.

## Leben
Zuckert studierte von 1916 bis 1918 Violine bei Boris Brodsky am Konservatorium seiner Heimatstadt. In der Folgezeit lebte er zunächst in Polen, später in Argentinien, wo er als Geiger in Cafés, Theatern und Kinos und mit Tanzorchestern auftrat. Ab 1929 lebte er in Kanada, wo er 1937 am Konservatorium von Toronto Dirigieren bei Reginald Stewart studierte. Er spielte Geige in zahlreichen Orchestern Kanadas, der USA und Mexikos, u. a. im Winnipeg Symphony Orchestra (1932–34) und im Toronto Symphony Orchestra (1951–56 und 1961–63). Im Halifax Symphony Orchestra (später Atlantic Symphony Orchestra) war er von 1963 bis 1965 Erster Bratschist und stellvertretender Dirigent und von 1967 bis 1969 Geiger.
In den 1930er Jahren hatte Zuckert bei der CBC die wöchentliche Radiosendung To a Wild Rose, bei der er Musik für Cioline und Klavier vorstellte. Mit dem Toronto Symphony Orchestra unternahm er 1962 als Bratschist eine Tournee durch die Sowjetunion, Österreich und Frankreich. An den Programmen Seville Fair und Along Gypsy Trails des Ensembles Los Pamperos war er als Komponist, Arrangeur und Dirigent beteiligt.
Zuckert erhielt zahlreiche Kompositionsaufträge. Unter anderem komponierte er für das CBC Winnipeg Orchestradie Fantasia on Ukrainian Themes, für das Toronto Shevchenko Musical Ensemble In the Gleam of Northern Lights und für den Toronto Jewish Folk Choir die Canadian Work Songs Suite und Sholem-yeh! Milhome-nein!. Seine sinfonische Suite Quetico komponierte er für Christopher Chapmans gleichnamigen Film. Seine Lieder hatten oft Texte seiner Ehefrau, der Lyrikerin Ella Bobrow. Beim Label Jubal Records erschien das Album A Tribute to León Zuckert (u. a. mit Ofra Harnoy und Rivka Golani).

## Werke
- N'ila für Violine und Klavier, 1916
- Gypsy Memories für Violine und Klavier, 1938
- My Canadian Travels, 1938
- Two Hebrew Pieces for String Quartet, 1947
- Symphony, 1949
- Quetico, 1957
- Dnieper für vierstimmigen gemischten Chor und Orchester, 1961
- Symphony, 1962
- Divertimento Orientale für Oboe und Streichorchester, 1965
- String Quartet, 1965
- Two Moods in One für Streichorchester, 1967
- Psychedelic Suite for Brass Quintet, 1968
- My Paintings für Streichorchester, 1969
- Impressions of Tenerife, 1970
- Sonata Amorfa, 1970
- Little Spanish Dance für Flöte und Klavier, 1970
- Elegiac Improvisation für Flöte und Klavier, 1972
- Fantasia on Ukrainian Themes, 1973
- In the Gleam of Northern Lights für vierstimmigen Männerchor, Tänzer und Orchester oder für gemischten Chor, zwei Klaviere, Streicher und Perkussion, 1974
- Two Spanish Meditations, 1974
- Concerto for bassoon and string orchestra, 1976
- Elegía: Elegy, 1977
- Concerto for 2 Cellos für zwei Celli und Klavier, 1979
- A Homage, 1980
- Escenas Granadinas: Spanish Ballet Suite, 1980
- Melancholic Piece für Posaune und Klavier, 1980
- Symphonic Sketch, 1982
- For Ofra: Two Contrasting Moods für Cello und Klavier, 1982
- Evening in a Russian Village für Mandolinenorchester, 1985
- Preciosa y el Viento, Ballett, 1986